# Lista över rektorer för Handelshögskolan i Stockholm

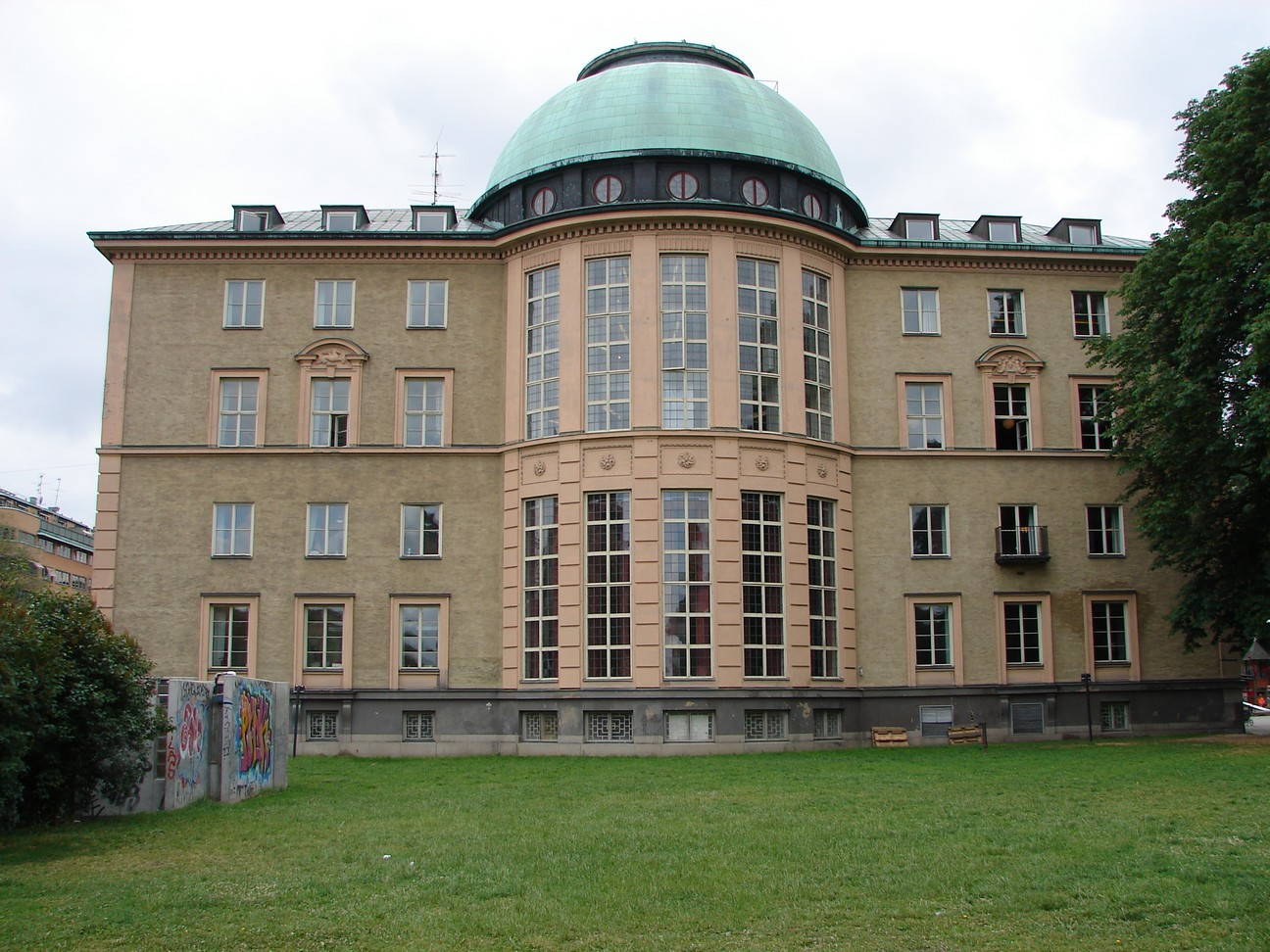
Handelshögskolan i Stockholm, huvudbyggnaden på Sveavägen 65.

Det här är en kronologisk lista över rektorer och prorektorer (vice rektorer) för Handelshögskolan i Stockholm, en privat högskola grundad 1909.
Högskolans rektor utses av Handelshögskolan i Stockholms direktion, högskolans högsta verkställande organ. Efter sitt tillsättande är rektorn ex officio, genom sin position, garanterad en plats i Handelshögskolan i Stockholms direktion.

## Rektorslängd

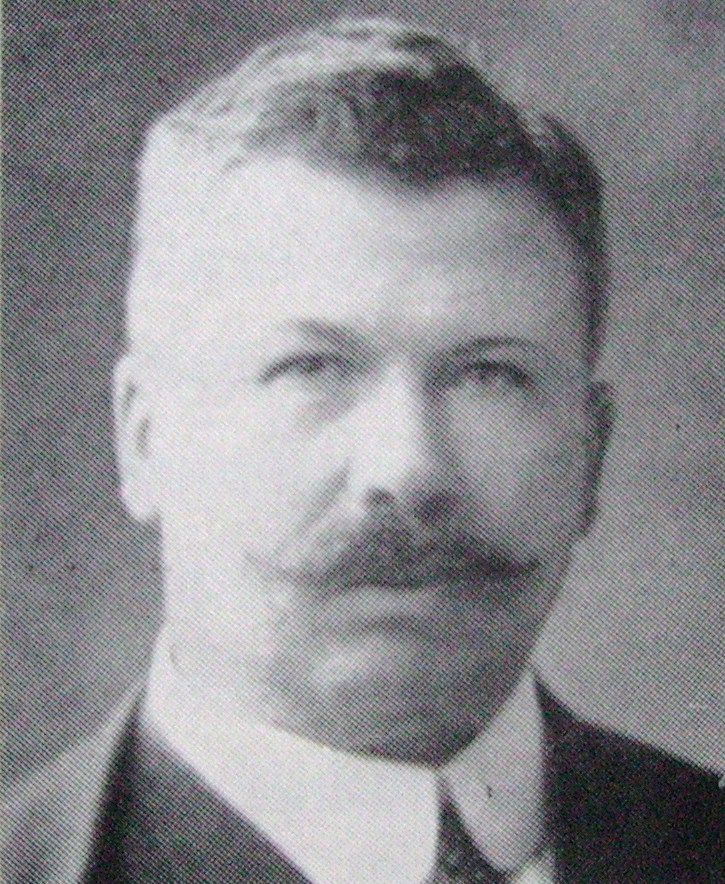
Carl Hallendorff, Handelshögskolan i Stockholms första rektor, 1909–1929.

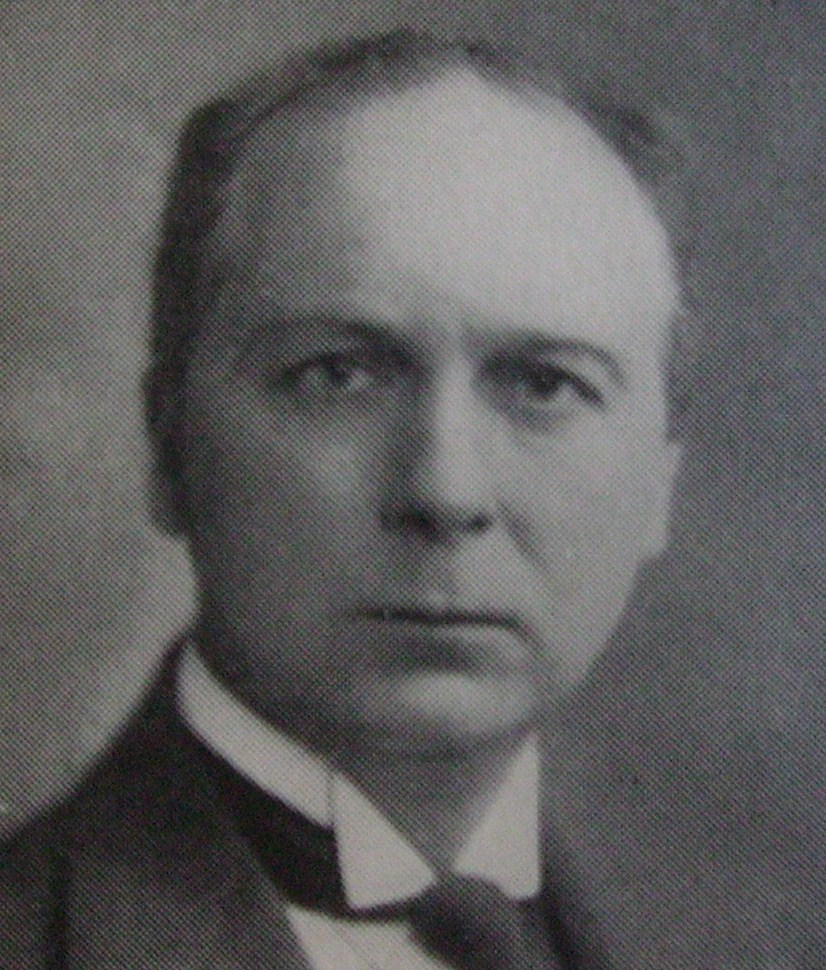
Martin Fehr, Handelshögskolan i Stockholms andra rektor 1929–1936

- Carl Hallendorff 1909–1929
född 1869
professor n.h.o.v. (namn, heder och värdighet) 1908
Handelshögskolan i Stockholms första rektor 1909–1929
professor i statsvetenskap och ekonomisk historia 1911–1929

- Martin Fehr 1929–1936
född 1885
professor i rättsvetenskap 1919–1938
rektor för Handelshögskolan i Stockholm 1929–1936
ordförande Stockholms fondbörs 1932–1937

- Ivar Högbom 1936–1957
född 1892
professor i ekonomisk geografi 1935–1958
rektor för Handelshögskolan i Stockholm 1936–1957

- Knut Rodhe 1957–1963
född 1909
professor i rättsvetenskap 1944–1970
rektor för Handelshögskolan i Stockholm 1957–1963, 1968–1970
professor i krediträtt 1970–1976

- Gunnar Arpi 1963–1968
född 1919
professor i ekonomisk geografi 1959–1968

- Knut Rodhe 1968–1970
född 1909
professor i rättsvetenskap 1944–1970
rektor för Handelshögskolan i Stockholm 1957–1963, 1968–1970
professor i krediträtt 1970–1976

- Per-Jonas Eliæson 1970–1986
född 1934

- Staffan Burenstam Linder 1986–1995
född 1931
professor i internationell ekonomi 1974–1988
Tore Browaldhs professur i internationell ekonomi 1988–1995
rektor för Handelshögskolan i Stockholm 1986–1995

- Claes-Robert Julander 1996–2000
född 1944
professor i marknadsföring och konsumentbeteende 1985–2004
Ragnar Söderbergs professur i ekonomi 2004–2008
rektor för Handelshögskolan i Stockholm 1996–2000

- Leif Lindmark 2000–2003
född 1946
professor i företagsekonomi, särskilt småföretagande och regional utveckling 2005-
rektor för Handelshögskolan i Stockholm 2000–2003

- Lars Bergman 2004–2012
född 1945
professor i nationalekonomi, med särskild inriktning mot energi och miljö 1984–1990
professor i nationalekonomi, med särskild inriktning mot miljö och energiekonomi 1990-
rektor HHS 2004–2012

- Rolf Wolff 2012–2013[2]
född 1953
professor i företagsekonomi
rektor för Handelshögskolan vid Göteborgs Universitet 2000–2010[3]
rektor för Handelshögskolan i Stockholm 2013–2014

- Karl-Olof Hammarkvist 2013–2014
född 1945
adjungerad professor i företagsekonomi, med särskild inriktning mot finansiella marknader 1996-[4]
rektor för Handelshögskolan i Stockholm 2013–2014

- Lars Strannegård 2014–
född 1969
Bo Rydins och SCA:s professur i företagsekonomi, med särskild inriktning mot ledarskap
rektor för Handelshögskolan i Stockholm 2014-[1]

## Prorektorer
Befattningen prorektor (vice rektor) infördes 1958. Befattningsinnehavaren utses av Handelshögskolan i Stockholms direktion, högskolans högsta verkställande organ.
- Lennart Bondeson, 1958–1976
- Anders Westlund
- Karl-Olof Hammarkvist -2010
- Örjan Sölvell, 2010–2012
- Lars Strannegård[5], 2012–2014